# Fiat 3000
Il Fiat 3000 è stato un carro armato leggero in dotazione al Regio Esercito, copia italiana del riuscito carro armato francese Renault FT. Il mezzo fu fornito nelle due  Mod. 21 e Mod. 30, che si differenziavano per l'armamento principale (un cannone da 37 mm per la seconda variante) e migliorie di dettaglio allo scafo. Fu prodotto in circa 150 esemplari e negli anni venti fu pressoché l'unico corazzato su cui poté contare l'esercito. Conobbe un certo successo sul mercato internazionale.
Definito come "carro d'assalto", fu impiegato durante le operazioni atte alla riconquista della Libia e nella seconda parte della guerra d'Etiopia, quando comunque era già obsolescente. Un gruppo di esemplari, oramai del tutto inadeguati alla moderna guerra meccanizzata, si oppose con scarsa efficacia alle forze alleate nel corso dello sbarco in Sicilia del luglio 1943.

## Storia
La progettazione venne avviata dalla Fiat nel 1918 poiché i francesi non cedettero più di 4 FT e, vista la sorprendente adattabilità del carro al territorio italiano, si voleva dotare il Regio Esercito di un carro d'assalto similare. Vennero ordinati 1 200 esemplari da consegnare a partire da maggio 1919 al ritmo di 200 mezzi al mese. La fine del conflitto comportò la riduzione dell'ordine a soli 100 esemplari, la cui consegna, a causa della difficile situazione interna del paese, slittò al giugno 1920. Il carro entrò in servizio nel 1921 con la denominazione ufficiale di carro d'assalto Fiat 3000 Mod. 21.
Tra il 1927 ed il 1929 l'esercito ritenne di dover affiancare ai carri con le mitragliatrici altri mezzi similari armati di cannone. La Fiat e l'Arsenale di artiglieria di Torino proposero quindi l'installazione di un cannone Vickers-Terni da 37 mm su uno scafo Fiat 3000 migliorato. Questa nuova versione, entrata in servizio nel 1930 venne appunto conosciuta come carro d'assalto Fiat 3000 Mod. 30. Una parte dei Mod. 30 montavano il cannone da mm 37/40, altri mantenevano le solite mitragliatrici SIA.

## Caratteristiche tecniche
Il carro Fiat 3000 era un mezzo leggero dotato di armamento di piccolo calibro la cui struttura derivava direttamente, pur con numerose variazioni, dal carro francese Renault FT.
L'equipaggio era composto da due uomini, un capocarro, che occupava la torretta e che agiva anche da mitragliere o cannoniere a seconda del modello, ed un pilota. Il mezzo non era dotato di sistemi di comunicazione interni cosa che rendeva difficoltosa la trasmissione degli ordini dal capocarro al pilota. La radio Magneti Marelli RF CR, per comunicazioni esterne, era in dotazione ai soli carri comando; per tutti gli altri, vi era una semplice asta di segnalazione.
Lo scafo era costituito da piastre d'acciaio imbullonate rigidamente connesse, che garantiva una struttura indeformabile ed una buona tenuta stagna nei guadi (il mezzo era comunque dotato di una pompa per il prosciugamento dell'eventuale acqua filtrata). La corazzatura era a piastre completamente imbullonate il cui spessore variava da un massimo di 16 mm (scafo e parti laterali della torretta) ad un minimo di 6 mm (fondo scafo e portelli d'ispezione del motore). Lo scafo era diviso in due compartimenti: uno avanzato, la camera di combattimento, ed uno arretrato, il vano motore; frontalmente, era presente uno sportello che garantiva la visione al pilota; quando veniva chiuso, vi erano tre feritoie (una centrale e due laterali) con otturatori scorrevoli; concepito anche come via di fuga, era certamente troppo piccolo per consentire l'uscita del pilota. Sul retro dello scafo, esternamente, era fissata una caratteristica "coda", con uno zoccolo ricurvo, che doveva evitare il ribaltamento all'indietro del carro quando questo superava un ostacolo, peculiarità tipica dei primi carri con torretta che non dovevano certo godere di una rassicurante stabilità. Lo scafo del Mod. 30 differiva leggermente nella sagoma del cofano motore e nella sistemazione esterna delle dotazioni.
La torretta, dalla caratteristica cupola sporgente per il capocarro (che presentava una feritoia per l'osservazione), era costituita da piastre imbullonate e, per la rotazione a 360°, azionata manualmente; nel Mod. 30 si utilizzava direttamente il volantino direzionale del cannone, anche se vi era la possibilità di metterla in folle svincolando il sistema dal sopradetto volantino; posteriormente, era presente un portello d'accesso/uscita. L'armamento, tutto in torretta, era costituito sul Mod. 21 da un impianto binato di mitragliatrici SIA Mod. 1918 o Fiat Mod. 29, tutte in calibro 6,5 × 52 mm Mannlicher-Carcano, raffreddate ad aria, con una riserva di 3 840 colpi. Il Mod. 30 poteva montare o le due solite SIA con 5 760 oppure un cannone Vickers-Terni da 37/40 con 68 colpi a bordo.
Il motore, un Fiat 304 a 4 cilindri alimentato a benzina e raffreddato ad acqua, con una cilindrata di 6 235 cm³, era in grado di sviluppare una potenza di 50 e 63 hp rispettivamente per il Mod. 21 ed il Mod. 30 a 1700 giri al minuto; l'avviamento poteva avvenire sia dall'interno che dall'esterno del carro; nel Mod. 21, era effettuato tramite magnete Dixie, mentre nel Mod. 30 con Magneti Marelli. Proprio nell'organo di propulsione risiedeva una sensibile miglioria rispetto al carro ispiratore: mentre nel mezzo francese era di 35 hp, disposto longitudinalmente, nel corazzato nazionale era molto più potente, ma soprattutto sistemato trasversalmente, che consentiva una diminuzione di lunghezza di ben 1,4 m (5 m a fronte di soli 3,61); ciò garantiva un peso inferiore di 1,5 t (dai 6,6 dell'FT-17 ai 5,1 del Fiat). Il serbatoio di 90 litri di capacità, unito ad uno ausiliario da 5, consentiva un'autonomia su strada di 80-90 km, 7-8 ore su terreno vario.
Gli organi di trasmissione comprendevano la frizione, a umido con dischi multipli; il cambio di velocità, a presa diretta, con tre marce avanti e una indietro; differenziale; riduttore di velocità. Gli organi di comando erano due leve direzionali, ai due lati del posto di pilotaggio; tre pedali per, rispettivamente, frizione, freno ed acceleratore; infine, la leva del cambio, a destra del pilota, vicino a cui vi era la leva a mano dell'acceleratore. Agendo su una delle due leve direzionali, si azionavano i freni delle ruote motrici: tirandone una, si rallentava o bloccava una ruota motrice, ottenendo una svolta del carro nella direzione della leva manovrata; per l'arresto simultaneo, si agiva sul pedale del freno.
La locomozione era garantita su ogni fiancata da una grande ruota motrice anteriore, fissata tramite uno spesso longherone che arrivava fino all'ultimo carrello sul Mod. 21 e che comprendeva anche la ruota di rinvio Mod. 30, situata posteriormente, con la possibilità di spostarne l'asse per regolare la tensione dei cingoli; il sistema di sospensioni era a balestra: analogamente ai successivi carri della serie M (M11/39, M13/40, M15/42), comprendeva otto rulli, riuniti a due a due in carrelli (quattro); i carrelli erano collegati a loro volta alle balestre (due, in ragione di due carrelli per balestra). I rulli avevano due profili differenti, uno maschio ed uno femmina, per evitare lo scingolamento.
I cingoli erano costituiti, ciascuno, da 52 elementi sagomati, per una miglior presa sul terreno (solo i primissimi mezzi li avevano lisci, mentre gli FT-17 furono prodotti in moltissimi esemplari con cingoli piatti), formanti una rotaia continua sulla quale scorrevano i rulli. Ogni elemento presentava una suola con due flange d'acciaio terminanti ad una estremità con uno snodo maschio ed all'altra con uno femmina per l'unione degli elementi tra di loro.
Per ovviare alla scarsa velocità del mezzo venne ideato un carrello di trasporto a biga (con sole due ruote) in modo da poter rapidamente spostare i carri da un settore operativo all'altro; il tutto era trainato da un trattore Fiat 18 BLR; il complesso trattore-carrello era definito "carro rimorchio Fiat 3000"; per il caricamento del mezzo, si agganciava il rimorchio alla trattrice, quindi, in corrispondenza dei due piani di appoggio, si sistemavano due cunei di legno con nervature in ferro (per evitare che si spostassero compromettendo la manovra), che il mezzo risaliva per posizionarsi sulla biga.

Al servizio del mezzo, si avevano:
- un nucleo di traino, composto dall'autista e dal meccanico del trattore;
- un nucleo di combattimento, composto dalla squadra carro e dall'equipaggio di carro.

A loro volta, l'equipaggio comprendeva il capocarro/mitragliere-tiratore ed il pilota, mentre la squadra carro un segnalatore, un esploratore e due zappatori.
In fase di trasferimento ordinario, tutto il personale (complessivamente 8 persone) era sistemato sul trattore; su terreno vario, l'equipaggio prendeva posto nel carro, mentre la squadra carro seguiva il corazzato ed il nucleo traino restava con l'automezzo.
Durante il combattimento, la squadra carro seguiva i reparti di fanteria operanti in linea avanzata, mentre il nucleo traino si manteneva pronto ad intervenire in caso di guasti, avarie, rovesciamenti etc. Potevano anche sostituire, in via del tutto eccezionale, il personale non più in grado di operare.
Il capocarro (i comandanti di compagnia e plotone sono, ovviamente, comandanti dei relativi corazzati), oltre ad azionare le armi di bordo ed a comunicare ordini al pilota, doveva anche osservare all'esterno e mantenersi in contatto col resto della compagnia: evidentemente, erano troppi i ruoli per una sola persona, caratteristica comune dei carri armati dell'epoca dotati di una torretta, che fino agli anni trenta era esclusivamente monoposto.
Le prestazioni generali erano in linea con gli standard dell'epoca: poteva superare un gradino di 0,6 m ed una trincea di 1,5 m; il guado massimo era di circa 1 m; la pendenza massima superabile era del 41%, mentre l'indice massimo di ribaltamento laterale era pari a 34°.

## Impiego operativo
I primi carri vennero consegnati all'esercito nel 1922 e il primo impiego effettivo si ebbe nel 1926 quando una compagnia di carri Mod. 21 venne inviata in Libia nel quadro delle operazioni antiguerriglia e cooperò con le autoblindo della 1ª squadriglia autoblindomitragliatrici della Tripolitania nella riconquista dell'oasi di Giarabub il 7 febbraio 1926. Il rendimento del piccolo carro non si dimostrò tuttavia adeguato alle eccessive aspettative: i continui insabbiamenti dei mezzi, non progettati per procedere nella ramla desertica, facevano rallentare le colonne.
L'esercito etiopico disponeva di alcuni carri Fiat 3000 Mod. 30 donatigli dall'Italia negli anni precedenti; non risulta comunque che siano stati utilizzati in alcuna operazione bellica, forse perché ancora privi di armamento o per la completa inesperienza degli abissini riguardo ai mezzi corazzati.
Tra il 1927 e il 1930  si raggiunse il numero massimo di Fiat 3000 operativi, che armarono i primi 5 battaglioni carri armati dell’Esercito.
Nel momento dell'entrata dell'Italia nella seconda guerra mondiale (10 giugno 1940) un certo numeri di carri Fiat 3000, ridenominati rispettivamente L5/21 e L5/30 (ossia carri leggeri da 5 tonnellate modello 1921 e 1930), erano ancora in servizio in 5 battaglioni che furono smantellati a partire dal 1940; in seguito i carri vennero riutilizzati, per creare le cosiddette compagnie "Carristi di Frontiera", in organico alla G.a.F., di cui:
- 1ª Compagnia assegnata al XXXV Corpo d'Armata (Albania);
- 2ª Compagnia assegnata al IV Settore di Copertura, II Corpo d'Armata (fronte francese);
- 3ª Compagnia assegnata al CCCXII Battaglione Corazzato Misto (Rodi, Comando Militare dell'Egeo);
- 4ª Compagnia assegnata al VII Settore di Copertura, IV Corpo d'Armata (fronte francese);
- 5ª Compagnia assegnata al I Settore di Copertura, XV Corpo d'Armata (fronte francese), dal maggio 1941 al XXVII Settore di Copertura (fronte jugoslavo);

Ognuna comprendeva tre plotoni di tre carri ciascuno, armati di mitragliatrice, più un carro comando di compagnia armato di cannone da 37/40, per un totale di 10 carri per compagnia (gli esemplari restanti erano presso i vari depositi, ormai abbandonati anche per il ruolo di addestramento degli equipaggi).
Non si conosce nel dettaglio la storia operativa dei "carristi di frontiera": le compagnie assegnate al fronte francese parteciparono alla battaglia delle Alpi Occidentali. Quella in Albania fu operativa contro i greci. La 3ª Compagnia sulle isole italiane dell'Egeo svolse compiti di presidio, per poi opporre resistenza agli sbarchi tedeschi del 9 settembre 1943; di tutto il CCCXII Battaglione, che comprendeva anche vetuste autoblindo Lancia 1ZM, carri leggeri L3/33, carri medi M11/39 e autoblindo AB41 - questi ultimi due solo sulla carta, poiché vi erano solo gli equipaggi, senza corazzati - probabilmente gli L5 erano gli unici funzionanti; ed infine fu sciolta come tutte le unità italiane che avevano combattuto i tedeschi.
In genere, salvo le poche operazioni iniziali e qualche rastrellamento antipartigiani.
Nonostante tutto, nel 1943, in occasione dello sbarco alleato in Sicilia, due compagnie di frontiera dotate degli ultimi carri L5 (9 mezzi ciascuna) erano ancora in linea a difesa di alcuni aeroporti. I carri di una compagnia furono utilizzati come postazioni fisse interrate per mitragliatrici mentre un'altra compagnia venne distrutta, il 10 luglio, durante un vano contrattacco italiano volto a riconquistare Gela. Dopo 22 anni di servizio, il primo carro di produzione interamente nazionale scompariva così definitivamente dall’ordinanento dell’Esercito.

## Produzione
- Fiat 3000 Mod.21 - oltre 100 unità
- Fiat 3000 Mod.30 - circa 40 unità

## Esportazione
Il numero esiguo di mezzi prodotti, unito all'anzianità del progetto (che pur presentava sensibili migliorie rispetto all'FT-17) fecero sì che il mezzo non riscosse successo nell'esportazione. Pochissimi furono infatti gli esemplari venduti all'estero:
- Albania: due[1] Fiat 3000 Mod. 21 nei tardi anni venti, insieme ad alcune vetuste autoblinde Bianchi, tutti recuperati intatti al momento dell'invasione del 1939;
- Danimarca: nel 1928, dopo averlo visto all'opera due anni prima a Torino, alcuni ufficiali acquistarono un Fiat 3000 Mod. 21 armato di due mitragliatrici SIA da 6,5 mm al costo di 30 500 corone danesi. Già nel 1929, fu escluso dalle esercitazioni militari, fu leggermente modificato, ma dal 1932 non figura nemmeno più negli organici, probabilmente impiegato per l'addestramento dei mitraglieri;
- Etiopia: nel 1925, acquistò un Mod. 21, cui nel 1930 si aggiunsero tre Fiat 3000 Mod. 30, entrambi i modelli armati di mitragliatrici (il modello prevedeva l'installazione di queste armi, ma probabilmente furono forniti senza armamento), recuperati nel 1936 dopo la guerra d'Etiopia;
- Lituania: nel 1926, furono ordinati sei Mod. 21, consegnati nel settembre del 1927. Non si conosce la loro storia operativa, ma probabilmente furono successivamente ceduti all'Ungheria;
- Spagna: un esemplare fu ceduto per alcune prove; non si conosce né il modello né la data di cessione.
- Ungheria: cinque esemplari privi di armamento furono acquistati per sperimentazioni negli anni '30, probabilmente dalla Lituania. Alcuni resti di un esemplare utilizzato come bersaglio sono conservati al poligono di artiglieria di Várpalota.